# Ниматума
Ниматума (устар. Нима-Тума) — река в России, протекает по Ханты-Мансийскому АО. Устье реки находится в 42 км по правому берегу реки Юмаяха. Длина реки составляет 75 км, площадь водосборного бассейна 376 км².

## Данные водного реестра
По данным государственного водного реестра России относится к Верхнеобскому бассейновому округу, водохозяйственный участок реки — Обь от города Нефтеюганск до впадения реки Иртыш, речной подбассейн реки — Обь ниже Ваха до впадения Иртыша. Речной бассейн реки — (Верхняя) Обь до впадения Иртыша.
Код объекта в государственном водном реестре — 13011100212115200046768.